# Gesangskapelle Hermann
Die Gesangskapelle Hermann ist ein sechsköpfiger Männerchor, der "A capella" wie auch mit instrumentaler Begleitung singt.

## Besetzung und Repertoire
Mit den Musikern Simon Gramberger (1. Tenor), Simon Scharinger (1. Tenor), Stephan Wohlmuth (2. Tenor), Joachim Rigler (1. Bass), Robert Pockfuß (1. Bass) und Bernhard Höchtel (2. Bass) – nicht mehr dabei sind die Gründungsmitglieder Lukas und Johannes Sachsperger – singen sie seit 2010 in einer mühlviertlerisch-/ innviertlerisch-/ wienerischen Mischkulanz geistreich, zynisch und im Dialekt über urösterreichische und andere Gegebenheiten. Der Treffpunkt für die Proben der Musiker befindet sich in der Wiener Hermanngasse. Musikalischer Leiter ist Bernhard Höchtel.
Auftritte haben sie in Theatersälen, Gasthäusern, Jazzclubs und bei Festivals. Zu hören ist auch Vokalensemble auch in bekannten Konzerthäusern wie dem Wiener Musikverein oder dem Linzer Brucknerhaus. Die Radiosendung Hoamatsound des ORF-Regionalsenders Radio Oberösterreich, die heimischer Musik eine Plattform bietet widmete der Gesangskapelle Hermann eine Sendung. Die Vokalisten zeigen mit ihrem Œuvre, dass Pop nicht zwangsläufig mit Hochsprache und Elektronik in Verbindung stehen muss und sie nutzen mit trendigen Musikvideos erfolgreich Social-Media-Kanäle. Auf dem Album Mei Goaddnzweag & I vertonten die Gruppe Text des Innviertler Mundartdichters Hans Kumpfmüller. Das Musikgenre ist schwer einzuordnen, es ist weder Volksmusik noch Dialekt-Pop, bei Online-Musikportalen läuft sie unter easy listening.
Im Präsidentschaftswahl 2016 engagierten sie sich für Alexander Van der Bellen mit einem Wahlkampfsong.
Bei der Uraufführung von Der Rüssel, dem ersten abendfüllenden Theaterstück des österreichischen Dramatikers Wolfgang Bauer im April 2018 begleitete die Gesangskapelle Herrmann das Geschehen mit Volksliedern, Schlagern und Jodlern. Beim Amadeus-Verleihung 2021 war die Gesangskapelle Hermann in der Kategorie Jazz / World / Blues unter den Nominierten.

## Theateraufführungen
- seit 2017: Ich bin nicht gerne doda im Theater Akzent[6]
- 2018: Der Rüssel am Wiener Akademietheater

## Diskografie
- 2014: Mei Goaddnzweag & I, OMdrom Music
- 2016: Ohne Panier, OMdrom Music
- 2017: Elegant, OMdrom Music
- 2017: 2 Lieder auf dem Sampler wean hean vol. 18, Wiener Volksliedwerk
- 2018: Live (feat. Play Big Band), OMdrom Music